# Necolio sumatrensis
Necolio sumatrensis là một loài tò vò trong họ Ichneumonidae.